# Resident Evil 4 HD Project
Resident Evil 4 HD Project é um mod para a versão Steam do jogo eletrônico de terror de sobrevivência Resident Evil 4. Criado por uma dupla de modders, Albert Marin e Cris Morales, seu objetivo é atualizar a remasterização original para o nível mais completo possível e fornecer uma "experiência gráfica definitiva". Enquanto estava nos estágios de planejamento desde 2008, seu desenvolvimento só começou logo após o relançamento do jogo para PC em 2014 e continuou pelos próximos sete anos. A sua versão completa foi lançada em 2 de fevereiro de 2022. O mod teve uma recepção positiva unânime dos críticos devido à sua extrema precisão e atenção aos detalhes.

## Desenvolvimento
O desenvolvimento do mod levou aproximadamente 13.000 horas, e seus desenvolvedores cobriram quase metade das despesas de aproximadamente US$ 31.000. Ele "remasteriza os visuais em todas as seções de jogabilidade, todas as cinemáticas", assim como o minijogo Separate Ways do jogo, que estava disponível "em todos os lançamentos oficiais de Resident Evil 4, exceto o original do GameCube e o port de Oculus Quest 2".
Além das melhorias de textura, muitos modelos de itens, geometria de cenários do jogo e iluminação também foram alterados. Ports anteriores do jogo do GameCube para outros sistemas causaram bugs, resultando em sons e efeitos visuais ausentes, que foram transferidos para a versão HD. O mod restaura esses efeitos ausentes, como profundidade de campo.
Os desenvolvedores do mod foram declarados "imperturbados" pelos rumores de que a Capcom estava refazendo Resident Evil 4, com Albert afirmando que "os últimos remakes da Capcom são muito diferentes das versões originais", e chamando o jogo original ainda digno de uma remasterização.
O mod foi desenvolvido sem a participação da Capcom, embora no início do desenvolvimento a equipe tenha recebido um documento de planejamento de um funcionário da Capcom interessado no projeto. Embora não reconhecendo isso, a empresa não tentou impedir o desenvolvimento do mod e permitiu que os desenvolvedores fixassem uma postagem nos fóruns do jogo no Steam.

## Recepção
Alice O'Connor, da Rock Paper Shotgun, chamou Resident Evil 4 HD Project de "um dos mods mais impressionantes", chamando o "cuidado e atenção aos detalhes" do mod de "esplêndido", além de dizer que superou a remasterização oficial da Capcom e Resident Evil 4 VR. Observando que era "surpreendente", ela notou o fato de que as texturas foram recriadas com precisão e disse que deixava Grand Theft Auto: The Trilogy - The Definitive Edition "com vergonha". Ela destacou que um dos aspectos mais impressionantes foi que muitas texturas originais foram localizadas pelos modders na vida real e re-fotografadas para uma precisão perfeita.
Robert Zak, da PC Gamer, chamou a remasterização original de Resident Evil 4 de não ser a melhor representação possível do jogo, observando que as texturas eram apenas "marginalmente mais limpas" do que a versão original do GameCube. Dizendo que o HD Project estava "finalmente prestes a corrigir isso", ele também afirmou "que meus olhos sejam cegos" se não fosse um dos melhores mods no PC. Shaun Prescott, da mesma publicação, descreveu o mod como "um tributo longo e trabalhoso ao jogo clássico, nascido da frustração dos criadores com o manuseio fraco da Capcom na versão para PC".